# Cazalla de la Sierra
Cazalla de la Sierra is een gemeente in de Spaanse provincie Sevilla in de regio Andalusië met een oppervlakte van 357 km². In 2007 telde Cazalla de la Sierra 5095 inwoners.

## Demografische ontwikkeling
Bron: INE, 1857-2011: volkstellingen